# Mustébouée et Mustéflott
Mustébouée (ブイゼル, Buoysel, dans les versions originales en japonais) et son évolution Mustéflott (フローゼル, Flowsel) sont deux espèces de Pokémon de quatrième génération. Ils sont tous deux de type eau.

## Création

### Conception graphique
Nintendo et Game Freak n'ont pas évoqué les sources d'inspiration de ces Pokémon. Néanmoins, certains fans avancent qu'ils pourraient être basés sur l'apparence d'une belette ou une loutre.

## Apparitions

### Jeux vidéo
Mustébouée et Mustéflott apparaissent dans série de jeux vidéo Pokémon. D'abord en japonais, puis traduits en plusieurs autres langues, ces jeux ont été vendus à plus de 200 millions d'exemplaires à travers le monde.

### Série télévisée et films
La série télévisée Pokémon ainsi que les films sont des aventures séparées de la plupart des autres versions de Pokémon et mettent en scène Sacha en tant que personnage principal. Sacha et ses compagnons voyagent à travers le monde Pokémon en combattant d'autres dresseurs Pokémon. Lors du 34e épisode de la dixième saison, intitulé Un Pokémon bien mérité, Aurore capture un Mustébouée ; elle l'échange ensuite contre le Capumain de Sacha dans le 55e épisode de la saison. Lors du match contre Paul à la ligue Pokémon, il battra Tritosor mais il sera mis K.O par Drascore.